# 권동진

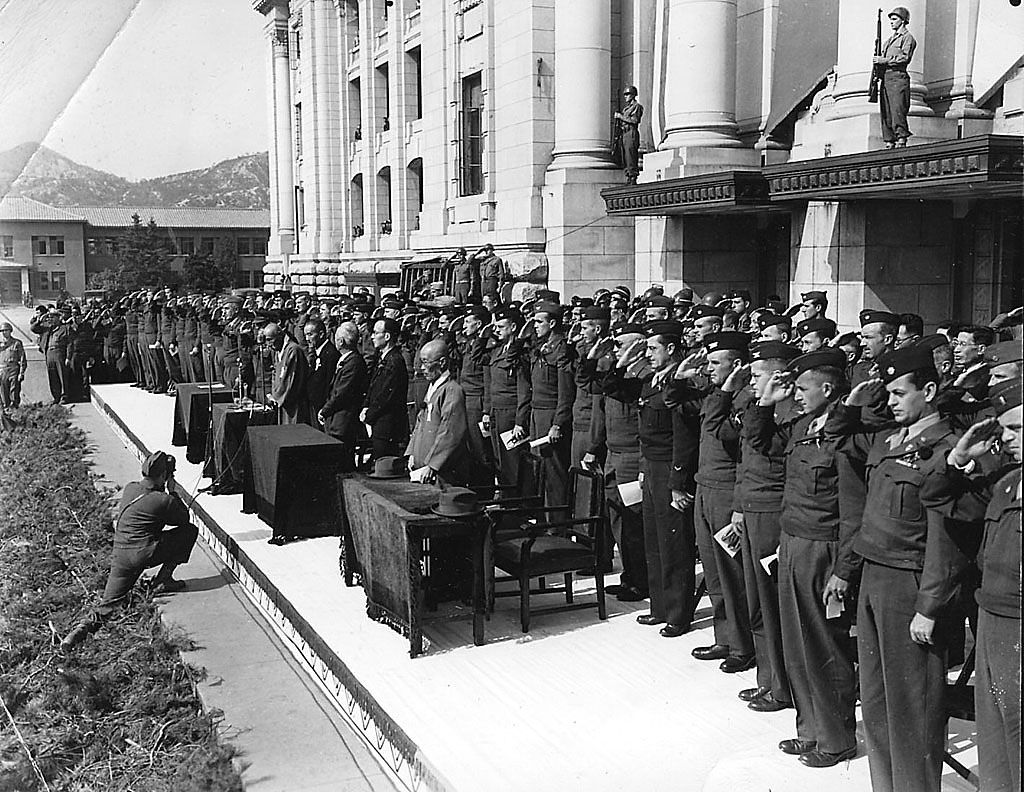
이승만 귀국환영식에 참석
(맨 오른쪽 테이블에 선 이가 권동진)

권동진(權東鎭, 1861년 12월 15일 ~ 1947년 3월 9일)은 민족대표 33인 중 한 사람으로서 한국의 독립운동가이며 정치인이다. 본관은 안동(安東)이며 아호는 애당(愛堂), 우당(憂堂)이다. 조선말기 무신, 군인이었으며 천도교인으로 받은 도호(道號)는 실암(實菴)이다. 

## 주요 이력
그는 조선 말기에 함안 군수, 육군 참령으로 있다가 그 뒤, 개화당에 들어가 구한말의 개혁운동에 참가하였다. 1882년 임오군란으로 손병희 등과 함께 일본으로 망명한 뒤, 일본 체류 중 손병희의 권고로 천도교에 입도하였고, 도사가 되었다. 1895년 10월 을미사변 당시에는 명성황후 암살에 가담했다가 일본으로 망명했다. 이후 1907년까지 일본에서 망명 생활을 하였다.
남궁억의 대한협회 설립에도 참여하여 동 실업부장을 역임했다. 1919년 3․1 운동 때에는 민족대표 33인의 한 사람으로 독립운동을 지도하다가 일본 경찰에 붙잡혀 3년간 수감당했다. 출옥 후 1927년에는 신간회를 조직하는 데 참여, 부회장에 피선되었다. 뒤에 광주 학생 운동에 관련되어 다시 1년간 수감됐다가 풀려났다. 1945년 광복 이후에는 신한민족당 당수가 되어 우파 정치인으로 활동했다.

## 생애

### 생애 초기

#### 출생과 군인 생활
원적지는 충청도 괴산이며, 역시 충청도 괴산에서 출생하였고 지난날 한때 경기도 포천에서 잠시 유아기를 보낸 적이 있는 그는 훗날 한성부 숭인동(崇仁洞)에서 성장하였다. 유년기에 윤치소, 이종훈, 의친왕 등과 필운학당에서 수학하였다. 후일 본적지는 경성부 숭인동으로 옮겼다.
어릴때 한성부로 이주하여 조선육군사관학교를 졸업하고 무관으로서 벼슬을 지내다가 개화파에 참가했다. 거문도첨사(巨文島僉使), 함안군수(咸安郡守)·육군 참령(陸軍參領) 등을 역임하고, 그 후 개화당(開化黨)에 들어가 혁신운동에 참여하였으며, 1882년(고종 19) 임오군란이 일어나자 일본으로 피신, 망명하였다.
한때 관비유학생(官費留學生)으로 일본에 파견되어 3년간 육군부내사무(陸軍部內事務)를 연구하고, 일본 도쿄 등을 다니며 문물제도(文物制度)를 시찰하였다.

#### 명성황후 암살 가담
그는 을미사변 당시 일본인 낭인들, 조선인 길 안내자들 외에 명성황후를 척살하기 위해 행동한 조선인 행동대의 한 사람이었다. 권동진에 의하면 자신과 자신의 형 권형진 외에도 정난교, 조희문, 이주회, 유혁로 등도 왕비 암살에 가담한 직접 행동파라고 증언하였다.
| “ | 이 음모에 간여한 사람은 일본 사람 강본류지조(오카모토 류노스케) 외 일본인 30여 명이 있었으며, 우리 사람으로는 개혁파의 관계자는 무조건 참가하였지. 우리 정부 대신을 비롯하여 훈련대 제1대대 제2중대장 내 백형(맏형) 권형진(權瀅鎭) (사변 후 경무사로 임명) 등도 획책에 가담하였으며, 직접파로는 훈련대 외에 일본사관학교생도이던 우리 여덟명이 활동하였는데 그 성명은 정난교, 조희문, 이주회, 유혁로, 구연수 외 김모였다. | ” |

그러나 일본 낭인들이 먼저 명성황후를 발견하여 사살한다.
1895년 10월 을미사변 직후 오세창, 정난교 등과 함께 화를 피해 일본으로 망명했다. 그러나 그는 곧 비밀리에 귀국했다.
1900년 6월 1일 의정부 참정(議政府參政) 김성근(金聲根)이 을미사변 관련자들에 대한 탄핵 상소를 올릴 때 그도 가담자로 지목되었으며, 6월 4일 법부 대신 임시서리 의정부찬정(法部大臣臨時署理議政府贊政) 민종묵(閔鍾默) 역시 그를 탄핵하는 상소를 올렸다.

### 사회 운동과 망명 생활
을미사변 이후 일본에 오랜 기간 망명해 있던 중 천도교 교주 손병희와 만났다. 천도교에 입교한 그는 의기투합한 손병희, 오세창과 함께 진보회를 조직하여 개화 운동을 계속하였다.
한편 망명생활 중 고종은 망명 개화파 인사들을 조선으로 송환해달라고 일본 정부에 요청했다. 고종은 일본의 특사 이토 히로부미가 1904년 3월 내한하자 망명자 중 요인을 해외로 추방하거나 변방에 유치시킬 것을 제의하여 동의를 얻어냈다. 고종이 지명한 요인은 이준용, 박영효, 이규완, 유길준, 조희연, 장박, 이범래, 이진호, 조희문, 구연수, 이두황, 신응희, 권동진, 정난교 등 14명이었다. 그러나 일본은 고종에게 약속한 망명자 처분을 이행하지 않았다. 일본 정부의 거절로 그는 극적으로 목숨을 구한다.
1904년 4월 중순 고종은 주한일본국공사관에 조선인 출신 정치적 난민 신청자 중 권동진, 박영효, 유길준, 장박, 조희연, 이두황, 이진호, 구연수, 정란교, 이규완, 이범래, 신응희 등 14명을 일본에서 추방하고, 나머지 다른 망명객은 송환할 것을 요청하였다. 주한일본공사는 4월 14일 일본 외무대신에게 보고했는데 일본 정부에서는 이들의 송환을 거절하였다.

#### 사회단체, 언론 활동
을사늑약 당시에는 을사늑약 반대 운동을 벌였으나 실패하였다. 1906년(광무 9년) 6월 3일 윤치소, 김성수, 신상우, 김필수 등 90여명과 함께 동덕여자학교 설립에 사재를 출연하고, 동덕여학교 재단 이사의 한 사람으로 선임되었다. 그해 6월 16일 천도교 손병희, 오세창 등이 만세보(萬歲報)를 발간하자 일본 체류 중 만세보의 필진으로 참여하였다. 그러나 이듬해인 1907년 7월 1일부로 폐간하고 만다.
1907년(융희 1년) 9월 6일에는 을미사변 관련자로 지목된 인물들을 석방할 때 김홍집, 정병하(鄭秉夏), 조희연(趙羲淵), 유길준, 장석주(張博), 이두황, 이범래(李範來), 이진호, 조희문(趙羲聞) 등과 함께 순종의 특명으로 사면되었다. 1907년(융희 1년) 9월 귀국 후 중추원 부찬의에 임명되었으나 그해 11월 출판사 보문관(普文館)을 설립하였다. 1907년 11월 남궁억의 대한협회(大韓協會)에도 설립자의 한 사람으로 참여했다. 이후 대한협회의 실업부장(實業部長)을 맡아보았다.

### 한일 합방 이후

#### 한일 합방 이후
한일 합방 후 천도교 포교 활동에 전념하다가 1918년 11월 일본 오사카(大阪)를 방문, 오사카 매일신보(每日新報)에 소개된 미국 대통령 우드로우 윌슨의 민족자결주의론과 민족자결 14개 조항을 읽고, 보다 구체적인 독립운동을 전개하기로 결심하였다. 귀국 후, 그해 12월에 천도교측의 오세창(吳世昌), 최린(崔麟) 등과 함께 독립 만세 시위를 개최하기로 발의하고 손병희와 상의하였으며 기독교쪽으로도 사람을 보냈다.
1919년 3·1 운동에는 민족대표 33인의 한 사람으로서 이 운동을 주도했다. 각계에서 민족대표를 선출하여 기미독립선언서를 작성해 발표한다는 3·1 운동 초기 구상은 손병희, 오세창, 권동진, 최린의 천도교인 네 사람의 의논에서 나온 것으로 알려져 있다. 그들은 첫째, 독립운동의 대중화, 둘째 독립운동의 일원화, 셋째 독립운동의 비폭력화를 결정하였다. 그리고 이를 거족적으로 펴기 위해 다른 종교 교단에도 사람을 보내 기독교, 불교계, 유림 등 각 종교단체의 협력, 지지를 얻어 범종교적 결집체를 구성하는 동시에 각 교단과 사회단체의 대표들로 민족대표를 구성하기로 합의하였다.

#### 3.1 만세 운동
1919년 2월초 그는 최남선, 최린 등과 만나 여러 차례 회의를 거듭하여, 만세 시위 장소와 인쇄물 등을 준비하였다. 이어 최남선 등이 인쇄해 온 "조선의 독립은 시대의 대세에 순응하며 인류 공동 생존권의 정당한 발동으로서, 무엇으로도 저지ㆍ억제할 수 없으므로 조선민족은 마땅히 최후의 1인까지, 최후의 일각까지 독립의 의사를 발표하고 서로 힘을 모아 일본 제국주의의 압제를 벗어나 독립해야 한다"는 내용의 독립 선언서를 보고 우선 손병희, 오세창 등과 함께 그 취지에 적극 찬성한다.
또한 그는 일본 제국주의의 무단정책과 조선인 차별 정책, 인종 차별을 비난하고 미국 대통령 우드로우 윌슨에게 보낼 편지와, 민족자결주의를 적극적으로 지지, 찬동하는 요지의 청원서, 그리고 프랑스 파리강화회의에 참가한 김규식 일행은 물론이고, 파리강화회의에 참가한 참가국 대표자들에게 제출할 의견서 초안을 검토하고 이에 찬동한다. 그리고 손병희, 오세창 등과 함께 천도교인의 대표로서 2월 25일부터 2월 27일까지 천도교 대표들을 소집, 당시 천도교 기도회의 종료보고와 국장을 참배하기 위해 경성부로 올라온 임예환(林禮煥), 나인협(羅仁協), 홍기조(洪基兆), 김완규(金完圭) 등에게도 독립 만세 운동 계획을 알리고, 민족대표자 서명란에 서명을 받았다.
1919년 3월 1일 오후 2시경 경성부 인사동에 있는 태화관(泰華館)에서 민족대표 33인으로 서명하였다. 이때 지방에 거주하던 길선주(吉善宙), 유여대(劉如大), 김병조(金秉祚), 정춘수(鄭春洙) 등 4명이 빠지고 29명이 모였으며 권동진도 그 중 한 사람으로 서명, 날인하였다. 그는 민족대표의 1인으로 참여하여 조선의 독립을 희망하는 만세 삼창을 외치고, 현장에 도착한 조선총독부 경무국원에 의해 체포, 경시청총감부(警視廳摠監部)에 구금되었다가 서대문 형무소로 투옥되었다. 이 사건으로 서대문 형무소에 투옥, 수감생활 중에 재판을 받았으며, 최종 재판 끝에 1920년 경성복심법원에서 소위 보안법과 출판법 위반혐의로 3년형을 선고받고 수감생활을 하다가, 1923년 출옥하였다..

#### 독립 운동
1926년 3월 경성부 종로구 당주동 자택에서 민족주의자와 공산주의자를 연합해 범민족적 운동을 전개할 것을 제창하였다. 26년 5월 공산당과 급진민족주의자들이 국민당을 조직하고 일대 민족독립운동을 계획하였으며 권동진을 당수로 추대할 계획이었으나, 밀정을 통한 조선총독부 경찰의 사전검거로 실패하였다. 이후 그는 공산주의계 인물로 몰려 조선총독부 경무국의 주목 대상이 되었다.
1927년 2월 결성된 좌·우익 계열을 망라한 국내 민족운동 세력의 집결체인 신간회(新幹會)를 조직하는데 적극 참여하였다. 회장은 이상재가 선출되었고 권동진은 부회장으로 활동했으며, 1929년 11월 광주학생운동이 일어나자 그는 전국적인 시위 확대를 계획, 조병옥, 허정숙 등과 함께 연행되었다. 신간회는 일본인 학생들의 난동에 대한 진상 규명을 위한 진상조사단을 광주에 파견하였고, 결과 보고 후 민중대회 개최를 추진해 나갔다. 그는 신간회의 부대표 자격으로 12월 13일 연설을 담당할 예정이었으나, 밀정의 보고로 또다시 서울 종로경찰서에 검거되어 복역 중 재판, 징역 1년 형을 언도받고 서대문형무소에서 1년간 복역하였다. 조선총독부는 요시찰인 관련 문서에서 그를 가리키기를 "키 5척 4촌으로, 긴 얼굴형에 까만 피부. 왼쪽 눈썹에 5전 동화(銅貨) 만큼 큰 사마귀가 있음. 조선독립을 몽상하여 그를 위해 운동할 우려가 있음"이라 평하였다.

#### 태평양 전쟁 전후
1930년대 이후 천도교 포교 활동에 전념하였다. 천도교가 구파와 신파로 나뉘어서 갈등하게 되자 그는 이종린 등과 함께 천도교 신파에 가담하였다.
1938년 4월 2일 천도교 신파에서 경성부 부내 경운정에서 새 교주로 춘암 박인호를 선출할 때 그는 천도교 대표장로로 선출되었다.

### 생애 후반

#### 광복 이후
1945년 8·15광복 이후 정계에 투신하여 임시정부를 지지하는 입장이었고 우익 정치인으로 활동하였다. 8월 16일 건국준비위원회에서 참여 요청이 들어왔으나 사양하였고, 9월 한민당이 창당되자, 이승만, 김구, 오세창 등과 함께 한민당의 영수로 추대되었으나 사양하였다.
9월 국민대회준비위원회에 참여하여 상하이 임시정부 봉대 운동에 참여하였으며, 10월 16일 이승만이 귀국하자 김포비행장에 찾아가 그를 영접하였다. 이어 임시정부환영준비위원회 위원장으로 임정 요인들을 맞이하였다.
12월 1일 임시정부 봉영식에 임정환국준비위원회 위원장으로 참여하였다. 서울그라운드에서 윤보선의 사회로 임시정부 봉영식이 시작되었다. 이어 오세창의 개회사, 이인의 봉영문 낭독, 권동진의 만세삼창으로 이어졌다. 봉영문은 권동진, 김성수, 이인을 통해 김구에게 전달되었다.
1945년 12월 23일 오후 2시 김구가 주관하는 순국선열추념대회에 참여하였다. 순국선열추념대회 부위원장으로 선출되었다. 김구가 모스크바 3상회담에 반발, 강력한 반탁운동을 추진하자 12월 30일 결성된 신탁통치반대 국민총동원위원회 위원이 되었다. 곧 탁치반대국민총동원위원회 위원장으로 피선되었다.

#### 만년
이후 우익 민족진영의 원로로서 반탁 운동에 참가했으며, 1945년 12월 16일 신한민족당(新韓民族黨)을 창당하여 당수를 지냈다. 신한민족당은 안재홍의 국민당과 함께 김구의 한국독립당 결성에 참여하게 된다.
1946년 2월 14일 비상국민회의 최고정무위원의 한사람으로 선출되었다.
1946년 미군정이 대한민국 임시정부 등 반탁 세력을 집결시켜 임시 입법기관인 남조선대한국민대표 민주의원(일명 민주의원)을 구성했을 때 의원으로 위촉되었으나, 이때 이미 86세의 노령이었고 다음해 사망했다. 귀국한 이승만, 김구 등과 함께 우익의 거두로 활동했다. 신한민족당은 한국독립당과 통합될 때 통합에 참여하였으나, 그의 사후 뒤에 미소공위 참가를 놓고 김구 등과 의견을 달리하여 한독당과 다시 결별하게 되었다.

## 사후
- 1947년 3월 15일 서울 천도교강당에서 사회단체장(社會團體葬)으로 거행되었으며 장례식에는 김구, 김규식, 이승만, 서재필, 오세창, 김성수, 조소앙, 조성환 등이 참석하였다. 시신은 흥제원 화장터에서 화장된 뒤 유골은 괴산군 선산에 안치되었다.

- 대한민국 정부는 고인의 공헌을 기리기 위하여 1962년 건국공로훈장 복장(複章, 건국훈장 대통령장)을 추서하였다.
- 충북 청주의 삼일공원에 동상이 설치되어 있다.

## 가족 관계
- 부인 : 채씨(菜氏)
  - 아들 : 권영직(權寧直)
  - 며느리 : 한씨(韓氏)
    - 손자 : 권오범(權五範)
    - 손녀 : 권오엽(權五燁)

  - 딸 : 권정숙(權貞淑)

## 참고자료
- 대한민국 국가보훈처, 이 달의 독립운동가 상세자료 - 권동진 보관됨 2016-03-04 - 웨이백 머신, 2007년
- 권동진 : 독립유공자 공훈록 - 국가보훈처

## 같이 보기
| - 임오군란 - 을미사변 - 3.1 운동 - 민족대표 33인 - 광주학생운동 - 신간회 - 대한협회 - 천도교 - 오세창 - 안재홍 | - 손병희 - 조병옥 - 허정숙 - 신간회 - 신탁통치반대운동 - 대사례도 - 독립유공자로 대통령장을 수여받은 사람 |